# سید عباس فاضلی
 سید عباس فاضلی از سیاستمداران ایرانی بود، که در دوره‌ پانزدهم بعنوان نماینده یزد در مجلس شورای ملی حضور داشت.